# Saint-André-de-Najac
 Saint-André-de-Najac  (en occitano Sent Andriu) es una población y comuna francesa, situada en la región de Mediodía-Pirineos, departamento de Aveyron, en el distrito de Villefranche-de-Rouergue y cantón de Najac.

## Demografía
| 625 | 550 | 540 | 509 | 426 | 373 |
| Para los censos de 1962 a 1999 la población legal corresponde a la población sin duplicidades (Fuente: INSEE [Consultar]) |     |     |     |     |     |